# بطولة كاريوكا 1983
بطولة كاريوكا 1983 هو موسم من بطولة كاريوكا. أشرف على تنظيمه Federação de Futebol do Estado do Rio de Janeiro ‏، وكان عدد الأندية المشاركة فيه 12، وفاز فيه نادي فلومينينسي.